# Rynek Południowy (Lwów)
Targowo-Przemysłowy Kompleks "Południowy" – największy powierzchniowo kompleks handlowy we Lwowie, znajduje się w dzielnicy Skniłówek, w rejonie zaliznycznym przy ulicy Iwana Wyhowskiego. 
Założycielem kompleksu był w 1996 Petro Pisarczuk, ukraiński polityk Partii Regionów. Obszar zajmowany przez handel i usługi wielokrotnie się powiększał i obecnie obejmuje czternaście sektorów, w których znajdują się supermarkety, targowiska oraz hotel "Południe". Ogółem czynnych jest dwa tysiące punktów handlowych, centrum medyczne, fitness klub, centrum sportowo-rekreacyjne "Fitoria" z basenem, siłownią i halą do mini-futbolu, ponadto oddziały banków, poczta, restauracje i kawiarnie oraz przedszkole. Według danych publikowanych przez zarząd kompleksu liczbę klientów ocenia się na kilkanaście tysięcy, jest to miejsce zatrudnienia siedemnastu tysięcy osób z czego dwa tysiące pięćset to mali i średni przedsiębiorcy. Na obszarze sąsiadującym z Parkiem Skniłowskim znajduje się cerkiew Opieki Bogurodzicy wchodząca w skład kompleksu. 